# Sukkot (Gad)
Sukkot (hebr. סֻכּוֹת oder סוּכוֹת, Plural von Sukka, סֻכָּה, deutsch Laubhütte) ist ein biblischer Ort in der Nähe des Jordans, im Gebiet des Stammes Gad.
Der Name des Ortes soll darauf zurückgehen, dass Jakob nach seinem Kampf mit dem Engel an dieser Stelle für sich und sein Vieh Hütten erbaut hatte. Die Ortschaft wird auch im Buch der Richter und als Ort einer königlichen Metallgießerei erwähnt. Er wird mit Tell Deir Alla, einem kahlen Siedlungshügel in der Ebene nördlich des Jabbok-Flusses östlich des Jordans im heutigen Jordanien, identifiziert, die Zuweisung ist jedoch umstritten.